# 维吉旅行者足球俱乐部
维吉旅行者足球俱乐部（Wikki Tourists Football Club）是尼日利亚的足球俱乐部，位于尼日利亚包奇，俱乐部现属于尼日利亞足球甲級聯賽球队。球队的主场为阿布巴卡·塔法瓦·巴勒瓦体育场（Abubarkar Tafawa Balewa Stadium）。
2004年球队遇到了一些麻烦，在赛季第6场比赛输给乔斯强力喷气机足球俱乐部（Mighty Jets of Jos），随后发生了骚动，一名球迷死亡，数人受伤。

## 球队荣誉
- 尼日利亚足协杯: 1次

1998年